# Kanały logiczne, transportowe i fizyczne używane w UMTS
Kanały logiczne, transportowe i fizyczne używane w UMTS to pojęcia wykorzystywane dla potrzeb projektowania i opisu sieci radiowych budowanych w tym standardzie. Są one traktowane jako interfejsy pomiędzy warstwami protokołów służącymi do przygotowania danych do wysłania w sieci radiowej (lub do odzyskania danych z informacji, która została odebrana z sieci radiowej).

## Potrzeba użycia idei kanałów podczas projektowania i implementacji interfejsu radiowego
Transmisja w systemach UMTS polega na wykorzystaniu wspólnego pasma częstotliwości (który ma zazwyczaj szerokość około 5 MHz) dla wielu niezależnych połączeń. Dla potrzeb transmisji w obu kierunkach używana jest para takich pasm częstotliwości: jedno z nich wykorzystywane jest przez terminale znajdujące się w danej komórce (ang. cell), drugie przez zestaw anten wchodzących w skład stacji bazowej. Pomiędzy stacją bazową a poszczególnymi terminalami przesyłane są różnego rodzaju dane, np. informacja związana z transmisją głosu lub wideo rozmów, SMS-y,  pliki ściągane z internetu (poszczególne połączenia mogą mieć zagwarantowane różne maksymalna przepływność) lub informacje związane z kontrola jakości transmisji. Nawet w obrębie jednego połączenia przesyłane są dane o różnym charakterze, np. dany terminal może przesyłać dane związane z rozmowa, dodatkowo wysyłać raporty związane z jakością odbieranych danych. Stacja bazowa w tym czasie może wysyłać w stronę terminala dane związane z rozmowa, pliki ściągane z internetu i instrukcje sterujące związane ze zmianą parametrów transmisji podczas nawiązanego połączenia. 
Poszczególne transmisje rozpraszane są we wspólnym kanale radiowym z różnymi parametrami związanymi z przepływnością, opóźnieniem, zapewnieniem odpowiedniego Quality of Service itp. Aby uprościć opis i implementację interfejsu radiowego, a później jego administrację wprowadzono ideę kanałów logicznych, transportowych i fizycznych, które są interfejsem pomiędzy warstwami protokołów służącymi do przygotowania danych do wysłania w sieci radiowej (lub do odzyskania danych z informacji, która została odebrana z sieci radiowej).

## Kanały logiczne, transportowe i fizyczne jako interfejsy pomiędzy warstwami interfejsu radiowego
Poniżej znajduje się schemat obrazujący różne warstwy i związane z nimi protokoły odpowiedzialne za przetwarzanie danych, które mają być transmitowane w (lub które są otrzymane z) sieci radiowej.
Dane (użytkownika lub kontrolujące połączenie), które mają być wysłane przez sieć radiową są wcześniej odpowiednio przetwarzane. Proces przetwarzania i zarządzania informacja odbywa się w tak zwanych warstwach, w których kontroluje się różne aspekty związane z transmisją danych. W warstwie RLC (Radio Link Control) dokonuje się segmentacji na bloki danych, które mają być wysłane przez sieć radiową. W tej warstwie dokonuje się też sprawdzenia integralności przesyłanych danych, korekcji błędów i związanej z nimi retransmisji. Następnie dane przetwarzane są w warstwie MAC (Media Access Control), która odpowiedzialna jest między innymi za ustawienie właściwego formatu transportowego w zależności od charakteru przesyłanych danych, monitorowanie natężenie ruchu w poszczególnych kanałach transportowych i przesyłanie odpowiednich raportów do warstw wyższych (mogą one zostać użyte do sterowania ilością danych wysyłanych na poszczególne kanały). W warstwie fizycznej informacja jest przetwarzana za pomocą odpowiednich kodów rozpraszający ją na cale 5-megahercowe spektrum, oraz kodów, które pozwolą ją odróżnić na tle innych transmisji przeprowadzonych na tych samych częstotliwościach, po czym jest modulowana i transmitowana w sieci radiowej. 
Kanały logiczne są interfejsem do warstwy MAC (Media Access Control), która oferuje różne usługi transportowe w zależności od charakteru przesyłanych danych. Przetworzona tam informacja przesyłana jest przez kanały transportowe, które są interfejsem do warstwy fizycznej. Zdefiniowane są różne typu kanałów transportowych związane z przeznaczeniem przesyłanych danych a dodatkowo poszczególne kanały charakteryzują się zbiorem statycznych lub zmieniających się dynamicznie parametrów związanych z Quality of Service. Poszczególne kanały transportowe przypisywane są do kanałów fizycznych, które charakteryzują się zdefiniowana dla nich modulacja, ciągiem rozpraszającym i skramblującym (umożliwiającym rozpoznanie konkretnej transmisji w nadajniku nasłuchującym na wspólnym kanale transmisyjnym).
Sieć radiowa bazuje na systemie stacji bazowych (w standardzie UMTS nazywanych Node B), które komunikują się z terminalami. Podczas transmisji pomiędzy terminalem a stacją bazową, software zaimplementowany w obu elementach operuje na trzech rodzajach kanałów: logicznych, transportowych i fizycznych. Stacje bazowe  połączone są z siecią szkieletowa za pomocą Radio Network Controlerow (RNC) (zazwyczaj jedno RNC kontroluje kilkaset stacji bazowych). Z punktu widzenia RNC widoczne są tylko kanały logiczne i transportowe. Ich obsługa oraz możliwość administracji zaimplementowana jest w znajdującym się tam softwarze.

## Rodzaje kanałów logicznych
Kanały logiczne można podzielić na:
- kanały sterujące (ang. control channels) – kanały używane do przesyłania komunikatów sygnalizacyjnych, używane do zarządzania poprawną współpracą między terminalem i siecią radiową,
- kanały ruchowe (ang. traffic channels) – kanały używane do przesyłania danych do/od użytkownika.

Do kanałów sterujących należą:
- BCCH (ang. Broadcast Control Channel) – kanał na którym stacja bazowa emituje cały czas informacje o parametrach sieci radiowej, które mogą być użyte przez terminale.
- PCCH (ang. Paging Control Channel) – kanał na którym stacja bazowa wysyła informacje o połączeniu, które ma być zestawione do terminala znajdującego się w jej zasięgu.
- DCCH (ang. Dedicated Control Channel) – kanał utworzony na czas połączenia, ustanowiony pomiędzy konkretnym terminalem a RNC (ang. Radio Network Controller). W tym kanale przeprowadzana jest wymiana danych (w obu kierunkach) związana z pomiarami jakości połączenia, procedura handoveru itp.
- CCCH (ang. Common Control Channel) – kanał na którym (w obu kierunkach) następuje wymiana informacji pomiędzy siecią a terminalem podczas zestawiania połączenia.

Do kanałów ruchowych należą:
- DTCH (ang. Dedicated Traffic Channel) – kanał ustanowiony pomiędzy siecią a konkretnym terminalem na czas połączenia. Wymiana danych odbywa się w nim w obu kierunkach.
- CTCH (ang. Common Traffic Channel) – kanał na którym odbywa się przesyłanie informacji transmitowanej przez stację bazową do wszystkich terminali (lub pewnej grupy terminali) znajdujących się na kontrolowanym przez nią terenie (np. usługa SMS broadcast).
- SHCCH (ang. Shared Channel Control Channel) – kanał używany do transmisji kontrolującej połączenie w sieciach UMTS, w których sieć radiowa oparta jest na technologii TD-CDMA.

## Rodzaje kanałów transportowych
Istnieje wiele rodzajów kanałów transportowych, dodatkowo różne kanały tego samego typu mogą mieć przypisane różne parametry związane z transmisja.
Rodzaje kanałów można podzielić na te będące przypisane do poszczególnej transmisji  i takie, które służą do przesyłania danych do (od) wielu terminali znajdujących się na danym obszarze.
Uwaga: W sieciach budowanych w standardzie UMTS w celu umożliwienia dostępu do zasobów radiowych używa się dwóch technologii: WCDMA i TD-CDMA. Poniżej przedstawione rodzaje kanałów, o ile nie jest zaznaczone inaczej, wykorzystywane są w obu przypadkach. 
- Kanały przypisane do poszczególnych transmisji
  - DCH (Dedicated Transport Channel) – w tym kanale może być przesyłana  informacja związana z danymi (głos, wideorozmowa, transmisje danych z ustaloną maksymalną przepływnością: 64, 128 lub 384 kbit/s) oraz związana z nimi informacja kontrolująca jakość transmisji. Kanał może być zdefiniowany jako służący transmisji w stronę terminala lub w stronę stacji bazowej.
  - E-DCH (Enhaced Dedicated Transport Channel) – kanał zaprojektowany dla technologii HSUPA, służący do przesyłania danych z dużą przepływnością z terminala w kierunku sieci.
- Kanały współdzielone przez różne transmisje aktywne na terenie komórki (ang. cell) (Common Transport Channels)
  - BCH (Broadcast Channel) – kanał używany przez stację bazową do rozsyłania informacji specyficznej dla danej sieci UMTS lub danego obszaru (ang.cell) przez nią kontrolowanego. Np. informacja identyfikująca konkretną sieć, informacja o sąsiednich komórkach (ang. cells), kody które mogą posłużyć terminalowi do odnalezienia kanału radiowego (RACH) za pomocą którego będzie mógł zainicjować połączenie.
  - FACH (Forward Access Channel) – kanał który służy do przesyłania informacji ze stacji bazowej do  terminala. Używany jest na przykład podczas zestawiania połączenia (w tym momencie sieć komórkowa komunikuje się z terminalem na kanale FACH, a terminal z siecią na kanale RACH) lub w celu przesłania w stronę terminala SMS-a. Na terenie komórki może być ustanowiony jeden lub kilka kanałów tego typu. W tym drugim przypadku, jeden kanał FACH zawsze ma niższa od pozostałych przepływność, ale lepsza jakość umożliwiająca odbiór wszystkim terminalom na danym obszarze.
  - PCH (Paging Channel) – kanał na którym stacja bazowa wysyła informacje o połączeniu, które ma być zestawione do terminala znajdującego się w jej zasięgu.
  - RACH (Random Access Channel) – kanał na którym terminal może zainicjować połączenie i przesłać wszystkie związane z tym informacje do sieci komórkowej.
  - CPCH (Common Packet Channel) – kanał podobny to opisanego powyżej RACH służący do przesyłania danych przez wiele terminali w kierunku sieci. Różni się od RACH dodatkowymi funkcjonalnościami zapewniającymi odpowiednią jakość transmisji związanych z większa niż (w przypadku RACH) ilością danych. Kanał ten był opisany w pierwszej specyfikacji 3GPP (Release 99) ale nie został zaimplementowany w żadnej sieci[1] i został usunięty z dokumentacji (począwszy od Release 5). CPCH był zaprojektowany tylko dla technologii WCDMA.
  - USCH (Uplink Shared Channel) – kanał służący do transmisji z terminala w stronę stacji bazowej, może być używany przez wiele stacji ruchomych naraz. Jest on odpowiednikiem opisanego powyżej kanału CPCH, zdefiniowanym dla technologii TD-CDMA.
  - DSCH (Downlink Shared channel) – kanał, który może być współdzielony przez transmisje danych (i informacji kontrolnych związanych z transmisjami) do różnych terminali. W tym sensie jest on podobny do kanału FACH, ale posiada dodatkowe funkcjonalności zapewniające lepszą jakość przesyłania danych. DSCH umożliwia większa teoretyczną  przepływność w stronę poszczególnego terminala niż przypisany mu pojedynczy kanał dedykowany (DCH). Obecnie kanały tego typu (DSCH) nie są używane, ponieważ zostały zastąpione przez technologię HSDPA. 3GPP osunęło je ze specyfikacji systemu UMTS (specyfikacje Release 5 i nowsze).
  - HS-DSCH (High Speed Downlink Shared Channel) – kanał transportowy zdefiniowany dla potrzeb technologii HSDPA. Kanał służy do transmisji danych z sieci w kierunku terminala i jest współdzielony przez wiele stacji ruchomych. Ich wspólny dostęp do zasobów radiowych został zoptymalizowany dzięki specjalnym algorytmom związanym ze sposobem dystrybucji kodów skramblujących (służących do odróżniania transmisji we wspólnym kanale radiowym) (zobacz artykuł HSDPA).

## Rodzaje kanałów fizycznych
Kanały fizyczne związane są z transmisją w sieci radiowej. Każdy z nich charakteryzuje się modulacją, konkretnym kodem rozpraszającym (dostosowującym transmisję o pewnej przepływności do szerokości wspólnego pasma radiowego (zazwyczaj około 5 MHz)) i skramblującym (związana z nim transmisja zostanie wyodrębniona przez odbiornik z danych przesyłanych we wspólnym paśmie częstotliwości).
Można podzielić je na dwie grupy: kanały przenoszące informacje transmitowane w kanałach transportowych, oraz kanały pomocnicze umożliwiające prawidłowe funkcjonowanie interfejsu radiowego.
Liczba kanałów fizycznych zmienia się w zależności od wersji specyfikacji. Niektóre, zaprojektowane dla funkcjonalności, które nie są już implementowane są usuwane ze specyfikacji, pojawiają się inne związane z nowymi technologiami. Poniżej zostały opisane najważniejsze, obecnie implementowane typy kanałów fizycznych.
|  |  | Aby zapoznać się ze wszystkimi rodzajami kanałów fizycznych zobacz:, |

### Kanały fizyczne przenoszące informacje transmitowane w kanałach transportowych
- P-CCPCH (Primary Common Control Physical Channel) – kanał na którym przesyłana jest informacja systemowa (ze stacji bazowej w stronę terminala).
- S-CCPCH (Secondary Common Control Physical Channel) – kanał na którym stacja bazowa może przesyłać informację inicjującą zestawianie połączenia. Służy także do przesyłania malej ilości informacji, np. SMS-ów.
- PRACH (Phisical Random Access Channel) – kanał dostępowy używany przez terminale do przesyłania żądania przydziału zasobów sieciowych (np. podczas inicjowania połączenia)
- DPDCH (Dedicated Physical Data Channel) – kanał służący do przesyłania informacji przesyłanej do/od użytkownika (poszczególne kanały, zdefiniowane są dla transmisji w jedną ze stron). Informacją mogą być np. dane związane z połączeniem głosowym, wideo rozmową lub z połączeniem z internetem o określonej maksymalnej przepływności (np. 64, 128 lub 384 kbit/s).
- DPCCH (Dedicated Physical Control Channel) – kanał służący do przesyłania informacji kontrolujących dane połączenie. Z każdym kanałem DPDCH (opisanym w punkcie powyżej) związany jest jeden kanał DPCCH.

### Kanały fizyczne spełniające funkcje pomocnicze
- SCH (Synchronisation Channel) – kanał wykorzystywany do synchronizacji terminali z obowiązującą w danej komórce strukturą ramek w których przenoszone są dane.
- CPICH (Common Pilot Channel) – poziom sygnału nadawanego w tym kanale jest używany przez terminale podczas procesu wyboru komórki. Sygnał odbierany na kanale CPICH używany jest także w procesie podejmowania decyzji o konieczności handoveru.